# Elecciones presidenciales de Finlandia de 1956
Las elecciones presidenciales de Finlandia de 1956 se llevaron a cabo entre el 16 y 17 de enero de 1956 para escoger al sucesor de Juho Kusti Paasikivi, que no se presentó a la reelección en primera instancia. La elección era indirecta, por medio de un Colegio Electoral de 300 miembros, elegidos directamente. El resultado fue una mayoría simple de electores para el primer ministro Urho Kekkonen, de la Liga Agraria, que ganó con tan solo el 26% de los votos, con Karl-August Fagerholm, del Partido Socialdemócrata de Finlandia, quedando en segundo lugar con el 23% de los votos y 72 electores. La participación electoral fue del 73.4%.
Tras el fracaso del Colegio Electoral (notablemente multipartidista) por elegir a un presidente en primera instancia, se convocó a una segunda ronda de votación entre Kekkonen y Fagerholm. A último momento, el presidente Paasikivi se presentó a la reelección por su partido, la Coalición Nacional (cuyo candidato había sido Sakari Tuomioja y había quedado en tercer lugar) a fin de forzar una tercera ronda de votación contra Fagerholm e impedir que Kekkonen fuera elegido presidente. Sin embargo, Paasikivi quedó en tercer lugar con 84 votos, con Fagerholm obteniendo una mayoría de 114 votos y Kekkonen 102. En la tercera ronda, finalmente, Kekkonen fue elegido por el margen de mayoría exacto (151 votos electorales) y accedió a la Presidencia de la República.

## Campaña
La campaña fue notablemente viciosa, con muchos ataques personales contra varios candidatos, especialmente Kekkonen. El periódico sensacionalista Sensaatio-Uutiset ("Noticias Sensacionales") acusó a Kekkonen de peleas de puño, exceso de alcohol y relaciones extramaritales. Posteriormente se comprobó que las acusaciones de alcoholismo y adulterio eran en parte ciertas. A veces, durante las fiestas nocturnas con sus amigos, Kekkonen se emborrachaba, y tenía por lo menos dos amoríos de larga duración.

## Resultados

### Voto popular
| Candidato                | Partido                               | Votos     | %    | Electores |
| ------------------------ | ------------------------------------- | --------- | ---- | --------- |
| Urho Kekkonen            | Liga Agraria                          | 510.783   | 26.9 | 88        |
| Karl-August Fagerholm    | Partido Socialdemócrata de Finlandia  | 442.408   | 23.3 | 72        |
| Eino Kilpi               | Liga Popular Democrática de Finlandia | 354.575   | 18.7 | 56        |
| Sakari Tuomioja          | Coalición Nacional                    | 340.311   | 17.9 | 54        |
| Sakari Tuomioja          | Liga Liberal                          | 32.662    | 1.7  | 3         |
| Ralf Törngren            | Partido Popular Sueco                 | 130.145   | 6.9  | 20        |
| Eero Rydman              | Partido Popular de Finlandia          | 85.690    | 4.5  | 7         |
| Otros                    | Otros                                 | 81        | 0.0  | 0         |
| Votos en blanco/anulados | Votos en blanco/anulados              | 8.794     | –    | –         |
| Total                    | Total                                 | 1.905.449 | 100  | 300       |
| Fuente: Nohlen & Stöver  |                                       |           |      |           |

### Rondas del Colegio Electoral
| Candidato               | Partido                               | Primera ronda | Primera ronda | Segunda ronda | Segunda ronda | Tercera ronda | Tercera ronda |
| Candidato               | Partido                               | Votos         | %             | Votos         | %             | Votos         | %             |
| ----------------------- | ------------------------------------- | ------------- | ------------- | ------------- | ------------- | ------------- | ------------- |
| Urho Kekkonen           | Liga Agraria                          | 88            | 29.3          | 102           | 34.0          | 151           | 50.3          |
| Karl-August Fagerholm   | Partido Socialdemócrata de Finlandia  | 72            | 24.0          | 114           | 38.0          | 149           | 49.7          |
| Sakari Tuomioja         | Liga Liberal                          | 57            | 19.0          | –             | –             | –             | –             |
| Eino Kilpi              | Liga Popular Democrática de Finlandia | 56            | 18.7          | –             | –             | –             | –             |
| Ralf Törngren           | Partido Popular Sueco                 | 20            | 6.7           | –             | –             | –             | –             |
| Eero Rydman             | Partido Popular de Finlandia          | 7             | 2.3           | –             | –             | –             | –             |
| Juho Kusti Paasikivi    | Coalición Nacional                    | –             | –             | 84            | 28.0          | –             | –             |
| Total                   | Total                                 | 300           | 100           | 300           | 100           | 300           | 100           |
| Fuente: Nohlen & Stöver |                                       |               |               |               |               |               |               |